# Contea di Gasconade
La contea di Gasconade in inglese Gasconade County è una contea dello Stato del Missouri, negli Stati Uniti. La popolazione al censimento del 2000 era di 15 342 abitanti. Il capoluogo di contea è Hermann